# Neoperla jigongshana
Neoperla jigongshana is een steenvlieg uit de familie borstelsteenvliegen (Perlidae). De wetenschappelijke naam van de soort is voor het eerst geldig gepubliceerd in 2014 door Li en Li.